# Panicum telmatum
Panicum telmatum är en gräsart som beskrevs av Jason Richard Swallen. Panicum telmatum ingår i släktet vipphirser, och familjen gräs. Inga underarter finns listade i Catalogue of Life.